# Гадд, Георгий Оттович
Георгий Оттович Гадд, Гадд 2-й (14 [26] января 1873, Кронштадт  — 30 июня 1952, Копенгаген) — русский контр-адмирал, участник русско-японской и Первой мировой войн. Сын генерал-лейтенанта Гадда Отто Федоровича, брат другого контр-адмирала Александра Оттовича Гадда.

## Биография
- 1894 — Окончил Морской кадетский корпус с производством в мичманы, во время обучения в корпусе был однокурсником Колчака.
- 1900 — Командир миноносцев № 101, 135, 133.
- 1901 — Командир миноносца № 122.
- 1904 — Во время русско-японской войны командовал миноносцами «Сильный» (с 10 июня по 1 октября) и «Бойкий»[1].
- 22 декабря 1904 — 1 апреля 1905 — Находился в японском плену.
- Капитан-лейтенант.
- 1905—1908 — Командир посыльного судна «Скатудден».
- 1908 — Командир Свеаборгской флотской роты.
- 1908—1909 — Командир миноносца «Прочный».
- 1909—1910 — Командир эсминца «Разящий».
- 1911—1912 — Командир транспорта «Хабаровск».
- 1913—1914 — Командир эсминца «Сибирский стрелок».
- 6 декабря 1914 — Капитан 2-го ранга за отличие.
- 1914—1915 — Командир 3-го дивизиона миноносцев Балтийского моря.
- 1915 — Командир 7-го дивизиона миноносцев Балтийского моря.
- 1915 — Капитан 1-го ранга.
- 1915—1917 — Командир линейного корабля «Андрей Первозванный»
- 15 апреля 1917 — Командир 2-й бригады линкоров Балтийского моря.
- 21 июля 1917 — Отчислен в резерв Морского министерства.
- 19 марта 1918 — Уволен в отставку, согласно его рапорту от 6 марта 1918 года.

Во время гражданской войны в Финляндии был на стороне белых, но категорически отказался вступить в Финский флот. Работал в Дании (его жена была датчанкой) в судостроительной фирме «Бурмейстер и Вайн». Состоял представителем Главы Императорского Дома великого князя Кирилла Владимировича.
- 13 марта 1930 году произведён великим князем Кириллом Владимировичем в контр-адмиралы при Корпусе Императорской Армии и Флота. 30 июня 1952 года скончался в Копенгагене.

## Награды
- Георгиевское оружие (24 декабря 1914).